# 仙台ホサナ教会
仙台ホサナ教会（せんだいホサナきょうかい）は、宮城県仙台市青葉区にある、バプテスト系の日本基督教団の教会である。
1880年7月にネイサン・ブラウンの要請を受けたT・P・ポートが仙台を訪れて、10月10日に4名に浸礼を授けた。清野供之進宅で礼拝を行い、仙台第一浸礼教会を設立した。1881年3月に近くの家屋を購入して仙台浸礼教会堂の看板を掲げた。1884年から中野徳次郎、エフレイム・ジョーンズが伝道を開始した。1889年2月11日に会堂を建設した。
1892年よりアニー・S・ブゼルが少年のためのバイブル・クラスを初め、吉野作造、内ヶ崎作三郎、栗原基らが学んだ。1894年にアメリカ・バプテスト外国伝道会社の援助が中止され、自給教会になった。
1899年ジョーンズと中島力三郎により台湾生蕃人伝道会社を創立するが半年で廃止される。
1908年に移転し、仙台浸礼教会と改称する。12月には山田光秀が牧師として就任する。1931年には南信の設計により新会堂が建てられる。
1941年日本基督教団に統括された、仙台北一番丁教会と改称される。1945年仙台空襲で焼失する。1950年に会堂を再建し、仙台ホサナ教会と改称される。